# Echte Spinner

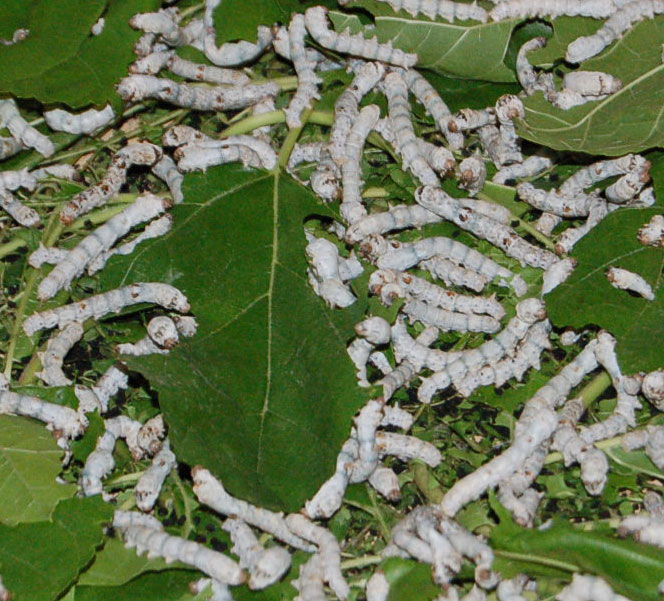
Raupen des Seidenspinners in der Zucht

Die Echten Spinner (Bombycidae) sind eine Familie der Schmetterlinge (Nachtfalter) die weltweit mit ca. 350 Arten vorkommt. Ihr Hauptverbreitungsgebiet sind die Tropen, wobei die meisten Arten im Orient und in der Neotropis leben. Abgesehen von Zuchtexemplaren fehlen sie in Europa.

## Merkmale
Die mittelgroßen bis großen Falter haben kräftigen Körperbau und breite Flügel. Einige Arten, besonders die der Unterfamilie Phiditiinae, haben stark gefaltete Flügel. Die Fühler der Männchen sind gefiedert. Bei der Phiditiinae ist zusätzlich entlang der Fühlersegmente eine Reihe von Zähnchen ausgebildet. Die Fühler der Weibchen sind meist fadenförmig, es gibt aber auch Arten, bei denen sie gefiedert sind. Die Maxillarpalpen fehlen oder sind reduziert, der Saugrüssel ist sehr kurz oder fehlt komplett. Die Labialpalpen sind meist zwei- oder dreisegmentig und entweder kurz oder nur zurückgebildet.
Die Männchen der Echten Spinner leben nur 1–2 Wochen. Sie besitzen keine Kauwerkzeuge und könne somit weder essen und trinken. Ihre einzige Lebensberechtigung scheint darin zu bestehen, sich vor ihrem Tod zu paaren. Man geht davon aus, dass die Männchen dazu in der Lage sind, die Lockstoffe des Weibchens unter Millionen anderer Duftmoleküle heraus zu erkennen.

## Raupen
Die Raupen haben meist sehr kurze, feine Haare. Sie weisen neben dem Nachschieber alle vier Bauchbeinpaare auf. Sie tragen am elften Segment einen Sporn.

## Lebensweise
Die Falter sind nachtaktiv. In ihrer Ruheposition haben sie ihre Flügel charakteristisch im rechten Winkel zueinander geöffnet. Ihr Hinterleib ist meist nach oben oder zur Seite gekrümmt.
Die Raupen verpuppen sich in dicht gesponnenen Kokons. Aus den Kokons des Seidenspinners (Bombyx mori) wird Seide hergestellt. Dafür werden die Tiere, besonders in Asien, aber auch in Südeuropa gezüchtet.

## Besonderes
Zum ersten Mal konnte bei Seidenspinnerweibchen im Jahre 1930 durch Adolf Butenandt ein Pheromon extrahiert werden. Es konnte von ihm aber erst 1959 chemisch charakterisiert werden. Es wurde Bombykol genannt. Für eine verwertbare Menge mussten ca. eine halbe Million Tiere verwendet werden.

## Arten (Auswahl)
- Seidenspinner (Bombyx mori)
- Bombyx mandarina